# New Buildings

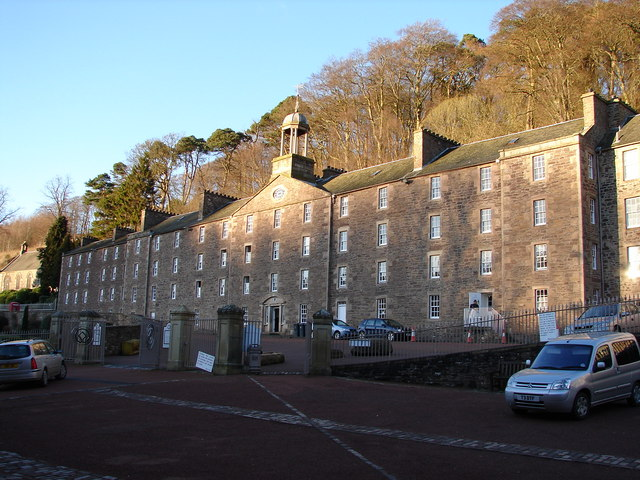
New Buildings

Die New Buildings sind eine Gebäudezeile in der schottischen Industriesiedlung New Lanark in der Council Area South Lanarkshire. 1971 wurden sie in die schottischen Denkmallisten in der höchsten Denkmalkategorie A aufgenommen. Außerdem sind die Gebäude Teil des Weltkulturerbes New Lanark. Direkt benachbart erstreckt sich die Gebäudezeile 1–11 Nursery Buildings.

## Geschichte
In der Mitte der 1780er Jahre entstanden am Standort mehrere einstöckige Wohngebäude. In den 1790er Jahren wurden diese abgebrochen und durch die heutigen New Buildings ersetzt. Mit der Übernahme des Werkes durch Robert Owen wurde die Gebäudezeile erweitert. Im Obergeschoss wurden Räumlichkeiten für gälischsprachige Gottesdienste und eine Sonntagsschule eingerichtet, die bis 1898 genutzt wurden. Vermutlich entstand in dieser Bauphase auch die klassizistische Ausgestaltung. Zwischen 1825 und 1867 wurde ein Dachreiter mit offenem Geläut installiert. Dieser krönte zuvor die Mühle Nr. 1. Die Glocke läutete den Schichtwechsel ein.
Die Nutzung der New Buildings im Jahre 1903 ist überliefert. In diesem Jahr beherbergten sie 18 Zwei- und 4 Einraumwohnungen. Während zwei Räume im obersten Geschoss leerstanden, waren ebenerdig Waschräume sowie eine Arztpraxis eingerichtet. Die Wohnung des Arztes lag direkt darüber. Um 1980 wurde die Gebäudezeile restauriert.

## Beschreibung
Die New Buildings liegen in erhabener Position an der Hauptzufahrt zu New Lanark. Ihr Mauerwerk besteht aus grob behauenem Bruchstein vom Sandstein mit Natursteindetails. Sie sind den Hang gebaut und sind deshalb entlang der südwestexponierten Frontseite vier-, an der Rückseite hingegen dreistöckig. Die 13 Achsen weiten New Buildings sind klassizistisch ausgestaltet. Links schließt eine sechs Achsen weite Erweiterung an. Das Holzportal am Mittelrisalit ist über zwei Stufen zugänglich. Flankierende schlichte Pilaster schließen mit einem Architrav. Ein Segmentgiebel bekrönt das Portal. Der Risalit schließt mit einem Dreiecksgiebel mit ovalem Ochsenauge. Darüber ragt der Dachreiter mit gepaarten Ecksäulen und Wetterfahne auf. Seine Glocke wurde 1786 gegossen. Die New Buildings schließen mit schiefergedeckten Satteldächern mit kleinen Dachfenstern.